# Зоноедр

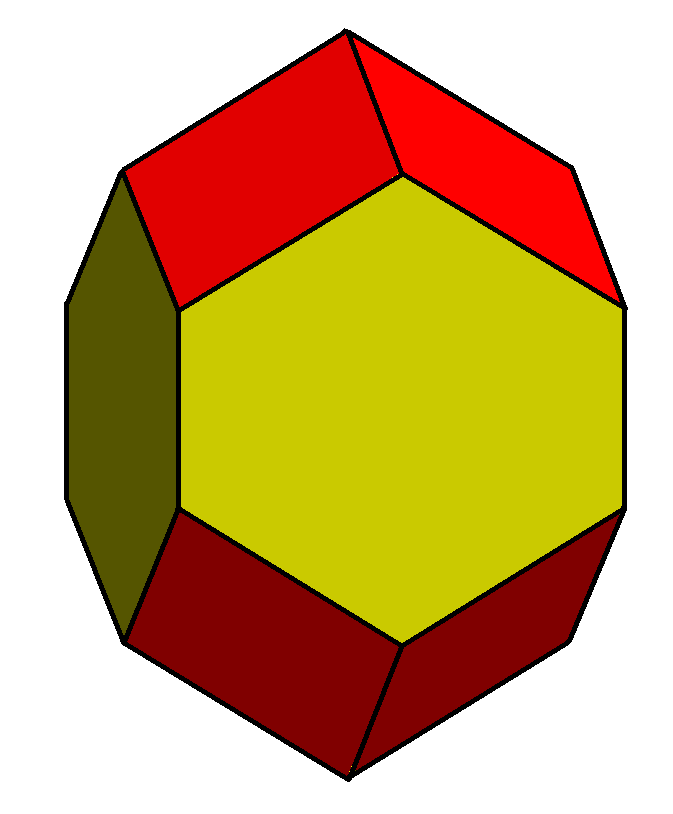
— приклад зоноедра

Зоноедр — многогранник, подаваний як сума Мінковського скінченного числа відрізків. Зоноедри в {\displaystyle n}-вимірному просторі називають також зонотопами.
Вперше визначив та дослідив Євграф Степанович Федоров.[джерело?]
Двовимірний багатокутний аналог зоноедра називається зоногоном.

## Властивості
- Зоноедр — опуклий многогранник, причому сам зоноедр і його грані всіх розмірностей центрально симетричні.
- Наявності центрів симетрії у всіх двовимірних граней опуклого многогранника досить, щоб він був зоноедром.
- Будь-який зоноедр є проєкцією куба досить високої розмірності.
- Будь-який зоноедр є центральним перетином октаедра досить високої розмірності.
- Будь-який зоноедр рівноскладений кубу.

## Варіації та узагальнення
- У класі центрально симетричних опуклих тіл особливу роль грають зоноїди — тіла, граничні для зоноедрів. Вони допускають специфічне інтегральне подання опорної функції і є скінченновимірними перетинами кулі в банаховому просторіL1.